# Brooklyn Park (Minnesota)
Brooklyn Park is een plaats (city) in de Amerikaanse staat Minnesota, en valt bestuurlijk gezien onder Hennepin County.

## Demografie
Bij de volkstelling in 2000 werd het aantal inwoners vastgesteld op 67.388.

## Geografie
Volgens het United States Census Bureau beslaat de plaats een oppervlakte van
68,8 km², waarvan 67,5 km² land en 1,3 km² water.

## Plaatsen in de nabije omgeving
De onderstaande figuur toont nabijgelegen plaatsen in een straal van 8 km rond Brooklyn Park.